# Eledonoprius
Eledonoprius är ett släkte av skalbaggar som beskrevs av Edmund Reitter 1911. Eledonoprius ingår i familjen svartbaggar.
Släktet innehåller bara arten Eledonoprius armatus.